# (2514) Taiyuan
(2514) Taiyuan ist ein Asteroid des Hauptgürtels, der am 8. Oktober 1964 am Purple-Mountain-Observatorium in Nanjing entdeckt wurde.
Der Name des Asteroiden ist von der chinesischen Provinzhauptstadt Taiyuan abgeleitet.